# Naomi Visser
Naomi Visser (Papendrecht, 24 de agosto de 2001) é uma ginasta artística holandesa. Medalhista de Bronze no Campeonato Europeu de Ginástica Artística de 2018 que aconteceu em  Glasgow na Escócia, Reino Unido e  Antália na Turquia em 2023. Medalha de Bronze na Copa do Mundo de Ginástica Artística de 2023 em Varna e Osijek, Medalha de Prata na Copa do Mundo de Ginástica Artística de 2022 em Baku e Medalha de Ouro disputado em Osijek nas Barras Assimétricas.

## Biografia e carreira na ginástica artística
Naomi nasceu em Papendrecht  uma província no sul da Holanda no ano de 2001. Iniciou a praticar ginástica a partir dos seis anos de idade no Olympia Papendrecht. No Campeonato Europeu de 2018 integrou o elenco por equipes levando o seu país a conquista da Medalha de Bronze. No Mundial de 2018 terminou em 14º lugar no individual. No Campeonato Europeu de Ginástica Artística de 2019 , Visser terminou em sétimo no geral e em quinto nas barras assimétricas. Em 2019 no Mundial , integrou a seleção holandesa chegando em oitavo lugar por equipes terminando em 23º no geral individual.
No Campeonato Europeu de Ginástica Artística de 2021, Visser acabou ficando em nono lugar no geral. Por conta da COVID-19 não pode competir no Jogos Olímpicos de 2020 que aconteceu em Tóquio no Japão. Participou do Campeonato Mundial em Kitakyushu ficando em quinto lugar. Com um feito inédito, estabeleceu recorde como a ginasta artística holandesa a possuir a melhor colocação em uma final geral.
Em 2022 participou da Copa do Mundo de Baku, conquistando Medalha de Prata nas barras assimétricas ficando atrás de Lorette Charpy. Disputou a Copa do Mundo de Ginástica Artística de 2023 ficando com Medalha de Ouro nas Barras Assimétricas com a pontuação de 14.333, desbancando Georgia Godwin com 13.700.